# Västervåla kyrka
Västervåla kyrka är en kyrkobyggnad i Västervåla i Västerås stift. Den är församlingskyrka i Västanfors-Västervåla församling.

## Kyrkobyggnaden
På den plats där nuvarande kyrka står uppfördes en träkyrka på 1400-talet. 1640 kom den att ersättas av en ny träkyrka. 1794 byggde man till ett kyrktorn av sten som ersatte en klockstapel. 1890 skulle man lägga in nytt golv i kyrkorummet, men man upptäckte att timmerstommen var i dåligt skick så att arbetet avbröts. Åren 1891–1893 bytte man ut det gamla långhuset av trä mot ett långhus av tegel enligt arkitekten Fredrik Lilljekvists ritningar. Tornet stod dock kvar. Vid en ombyggnad 1959 ersattes yttertakets täckning av järnplåt med kopparplåt. Vid renoveringen 1990 öppnades tre fönster i koret som varit igensatta. Altarringen och altarbordet gjordes flyttbara. Kyrkans färgsättning förändrades delvis.

## Inventarier
- Ett triumfkrucifix är från 1300-talet.
- Dopfunten av trä fanns i tidigare kyrkan.
- Predikstolen är tillverkad 1647 av Johan Snickare.

Orgel
1881 byggdes en orgel med 7 stämmor av E. A. Setterquist & Son, Örebro. Den invigdes söndagen 27 november 1881.

## Galleri

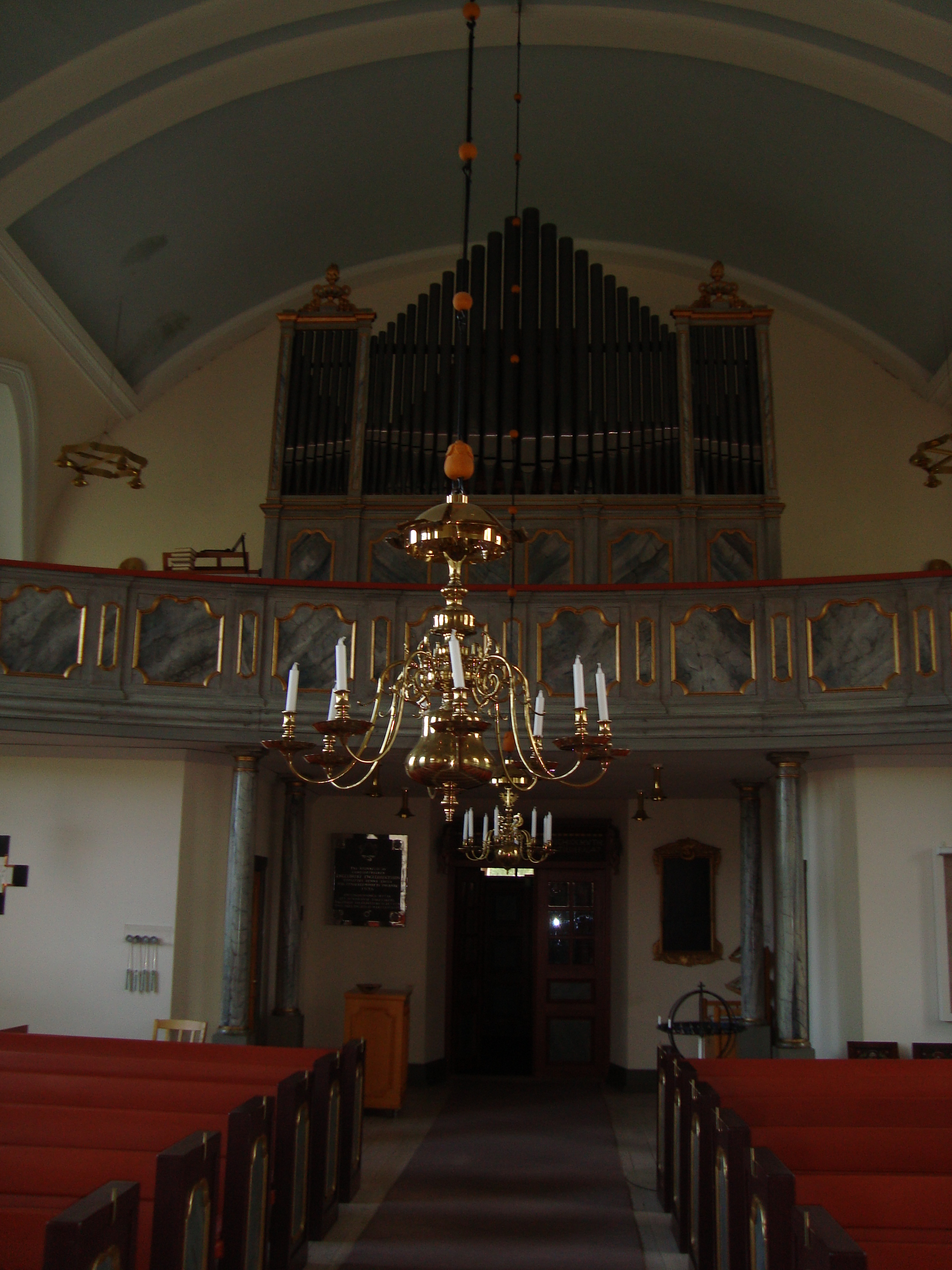
Orgelläktaren
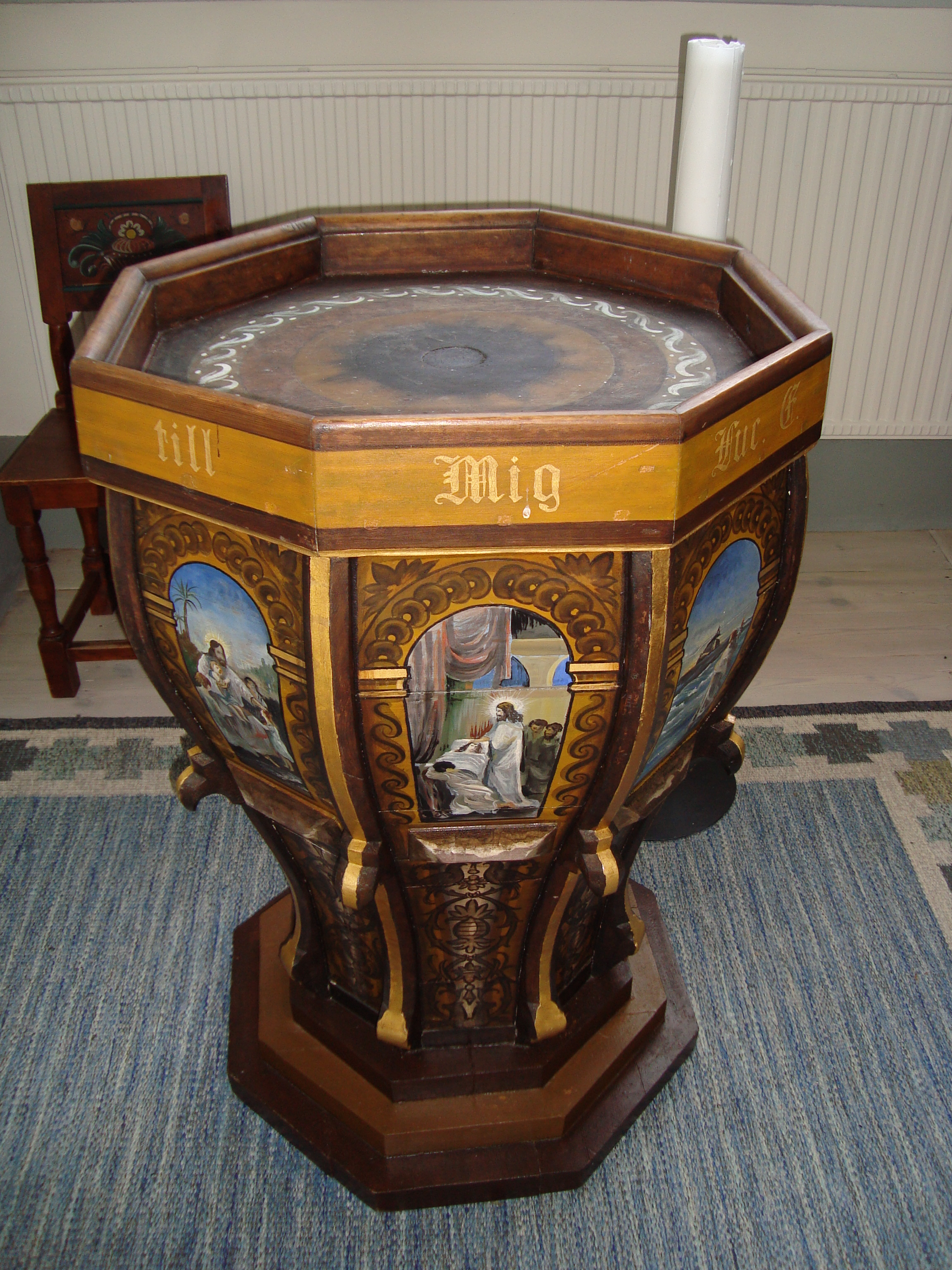
Dopfunten
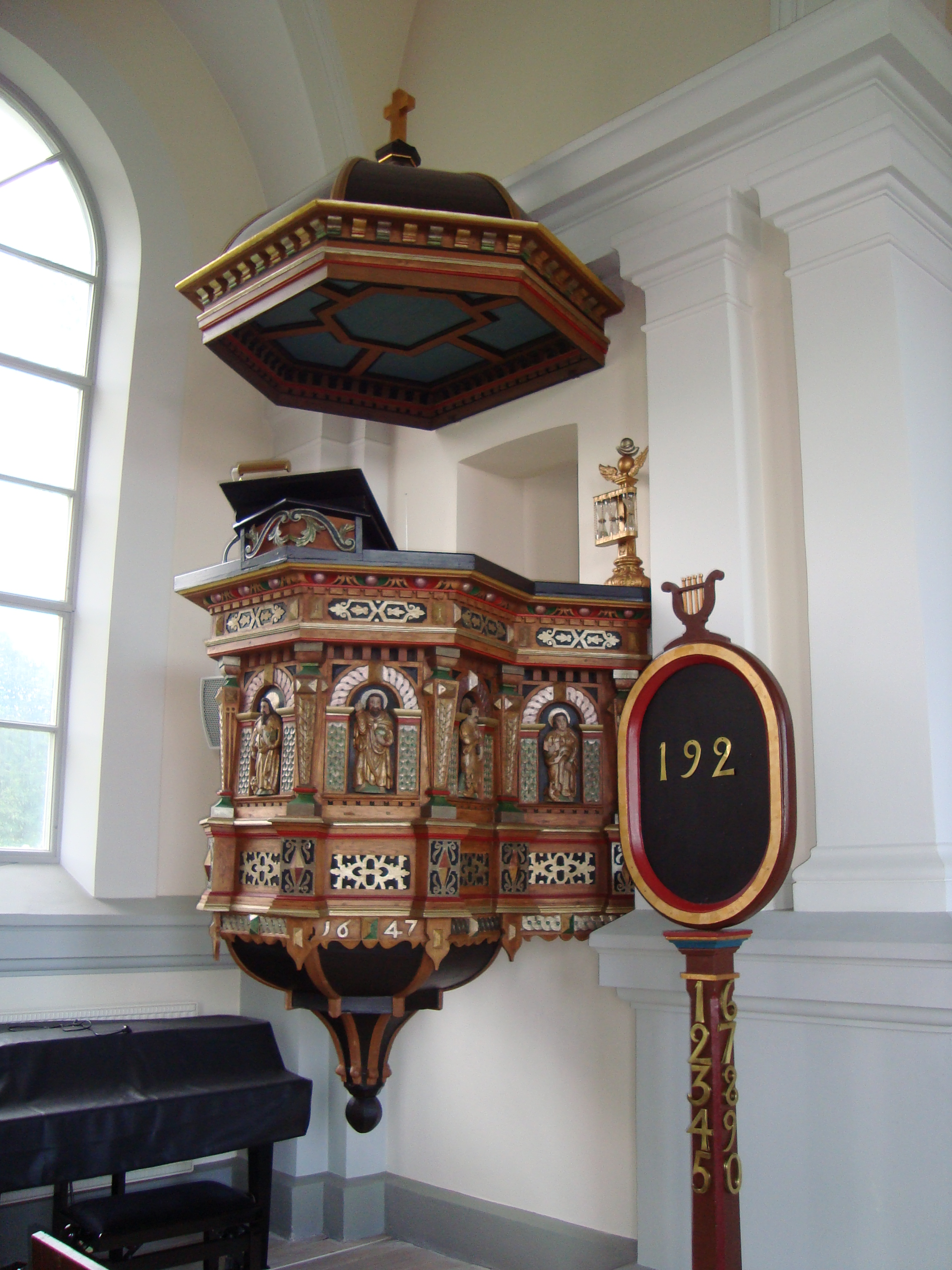
Predikstolen
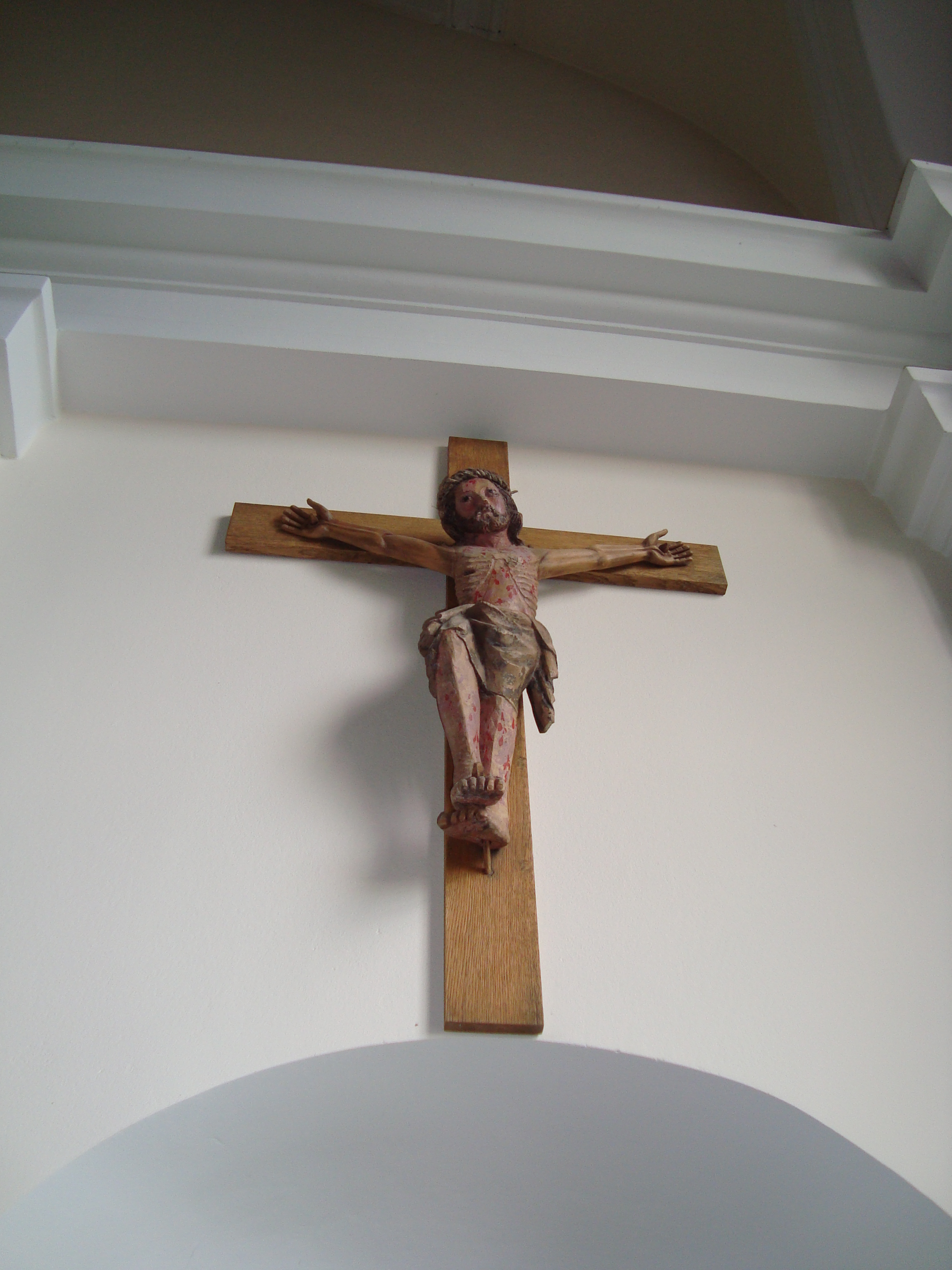
Triumfkrucifixet